# Doug Henning
Douglas James Henning, detto Doug (Winnipeg, 3 maggio 1947 – Los Angeles, 7 febbraio 2000), è stato un illusionista canadese.

## Biografia
Nato a Winnipeg (Manitoba), inizia a praticare l'arte della magia nella città natale prima di trasferirsi a Oakville (Canada).
Ha studiato psicologia all'Università McMaster e nel periodo anni sessanta-settanta si esibisce in spettacoli di magia facendo levitare la sorella Nancy. Nel 1974 porta a Broadway lo spettacolo The Magic Show, che viene replicato per quattro anni e mezzo e che permette a Henning di esibirsi anche in televisione nel periodo successivo, fino al 1982. Si trasferì a Los Angeles nel '76 per sviluppare la sua società di produzione, che ha anche prodotto gli effetti scenici di artisti musicali come Michael Jackson e Earth, Wind and Fire. Nel 1981 ha divorziato dalla prima moglie e si è sposato con Debby Douillard.
Con Merlino (1983) si guadagna cinque nomination ai Tony Awards. Nella seconda metà degli anni ottanta si ritirò dalle scene e ha anche vendute alcune sue illusioni a David Copperfield.
Ha intrapreso per qualche anno la carriera politica
nel Partito della Legge Naturale del Regno Unito. 
Ha dedicato molto suo tempo e denaro alla realizzazione di un parco situato vicino alle cascate del Niagara. Nel 1999 gli viene diagnosticato un cancro al fegato e muore nel febbraio 2000 a soli 52 anni. Viene inserito nella Canada's Walk of Fame nell'ottobre 2010.